# 浦东塘工善后局
浦东塘工善后局，是中国今上海浦东地区的第一个市政自治机构，辖区在原上海县二十二、二十四保各图及二十三保（今洋泾、塘桥、高行、金桥镇陆家行一带），创始人为谢源深、朱日宣、朱有恒、朱有常等。该机构因光绪三十二年（1906年）的一场水灾中为重修黄浦江塘的善后而建立并得名，是集修葺土塘、整治地权、修建道路、兴办学校、设立义渡等大量市政职能为一身的市政自治机构。该机构解散于1927年，并最终被上海特别市政府等机构接收，前后存在了21年，构成了清末民初上海地方自治的重要部分。